# レット・イット・ビー (映画)
『レット・イット・ビー』（英:  Let It Be ）は、イギリスのロックバンド、ビートルズが1969年1月に行った、いわゆる「ゲット・バック・セッション」の模様を記録した60時間に及ぶフィルムと150時間もの音声テープから、マイケル・リンゼイ＝ホッグによって制作された ドキュメンタリー映画である。
2024年5月8日、レストア版がDisney+で配信開始された。

## 概要

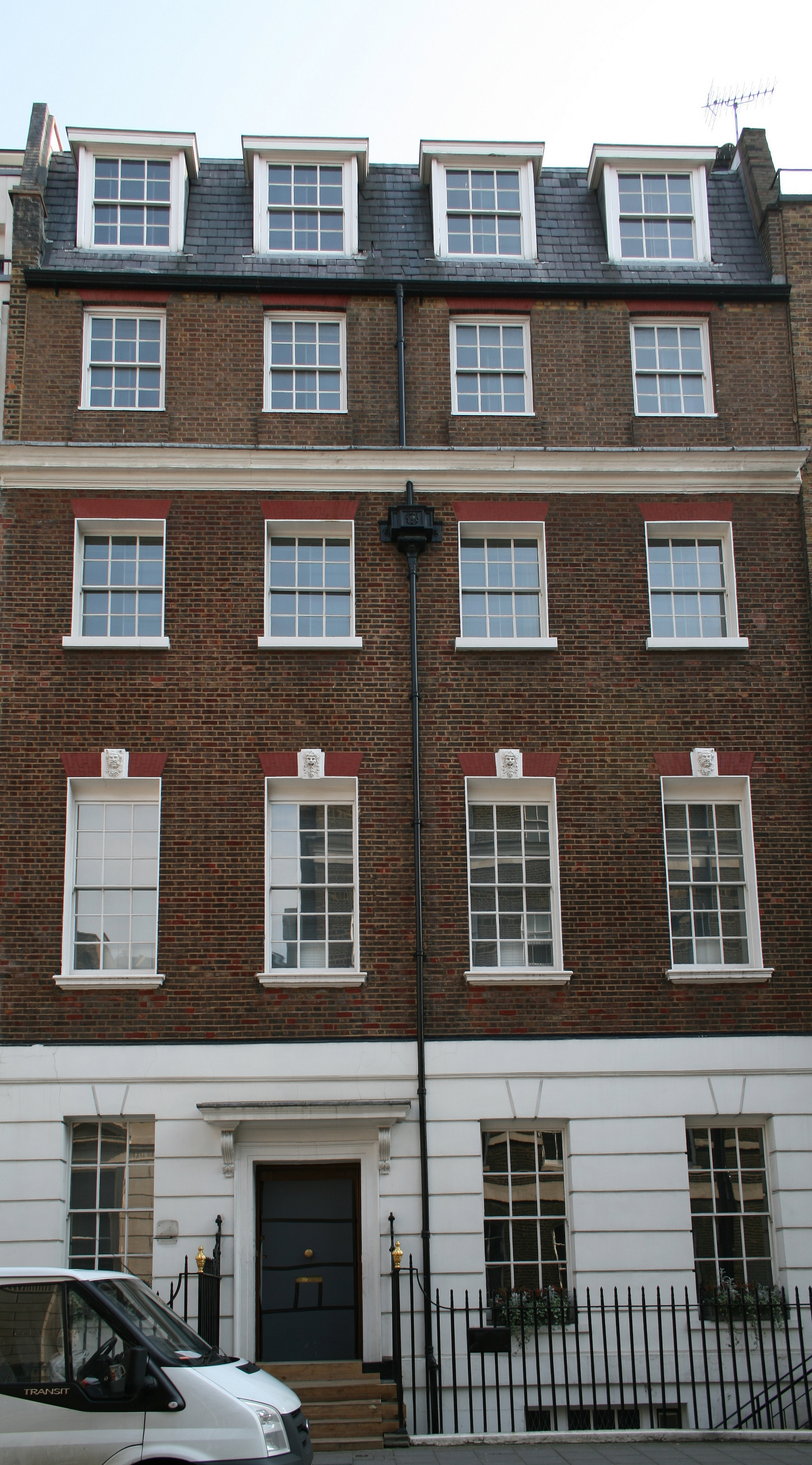
ルーフトップ・コンサートが行われた旧アップル・コア本社

この映画はもともと、ビートルズが新曲を完成させる過程を撮影し、公開演奏を含むテレビ特番用のドキュメンタリー映像として使用される予定だった。あくまでもライブ用のリハーサル・セッションの記録が目的であったので、撮影しやすいという観点から トゥイッケナム映画撮影所が選ばれた。
映画は「トゥイッケナム映画撮影所でのリハーサル・セッション」「アップル・スタジオでのレコーディング・セッション」そして「ルーフトップ・コンサート」で構成されている。

### 制作に至る経緯
マネージャーだったブライアン・エプスタインの死後、一体感を失いつつあったバンドの将来を危惧しつつも「ヘイ・ジュード」のプロモーション・フィルム撮影の際に行った有観客演奏に満足したポール・マッカートニーは、1966年8月以来行っていない公演を行うことでバンドとしての結束力を高めるとともに、より簡潔なロックンロールの構成に戻ることでバンドの活性化を構想していた。
そこで、リンゴ・スターが主演する映画『マジック・クリスチャン』の撮影がトゥイッケナム映画撮影所で始まる前、メンバー全員の予定が空いている1月に、生演奏を前提とした複雑な編集作業を伴わない新曲を披露するセッションを同スタジオで行う企画が決定した。後にこの企画は、ビートルズが新曲を完成させる過程を撮影し、公開演奏を含むテレビ特番用のドキュメンタリー映像として使用する計画に変更された。監督は「ペイパーバック・ライター」や「ヘイ・ジュード」などのプロモーション・フィルムを制作したリンゼイ＝ホッグが担当することになった。

### 撮影
1月2日、セッションが開始された。撮影は2台の16mmカメラで行われ、音声はカメラに連動した2台のテープレコーダーでモノラル録音された。当初はテレビ特番が18日に予定されていたため、それに合わせたスケジュールで進められるはずだった。
ところが10日、ジョージ・ハリスンがセッションを放棄してしまう事件が起きた。14日の時点でリンゼイ＝ホッグは撮影中止を覚悟していたが、15日の話し合いでハリスンが復帰に合意したため、20日からアップル・スタジオに場所を移して撮影が再開されることになったが、テレビ特番での公演中継の計画は放棄され、撮影している映像は長編ドキュメンタリー映画に使われることが決定した。
アップル・スタジオの準備の都合で、セッションは21日に再開された。30日にはアップル社の屋上でのライブ・レコーディングが行われた。撮影には、演奏場面をいくつかの角度から撮影するために屋上に5台、向かいのビルの屋上に1台、人々の反応を撮るために路上に3台、そして受付ロビーに1台と、合計10台のカメラが使用された。
1月31日、最後のセッションを収録し、当初の予定の倍近い、一か月かかった撮影がようやく終了した。

### 編集作業
2月からリンゼイ＝ホッグは編集作業に入ったが、元々の計画が変更されたために膨大な量に増えてしまったフィルムと音声テープを劇場用映画にまとめるには、長い時間が必要だった。
半年ほどたった7月20日、アルバム『アビイ・ロード』制作中のメンバー4人と関係者が参加して初めての試写会が行われた。この時点では210分にも及ぶラフカットだったが、その後メンバーや当時のビジネスマネージャーだったアラン・クレインの意向に沿う形で編集が進められた。
数回の試写会を経て、10月3日には110分ほどにまとめられたものが、ジョン・レノンを除くメンバー3人と関係者の前で上映された。さらに編集が進められ、11月にはほぼできあがった。
最後にテレビ放映のために16mmフィルムで撮影されていたものを劇場用の35mmフィルムに焼き直して完成した。

### 公開
12月、完成した作品をユナイテッド・アーティスツが買い取り、翌年2月に公開する予定となったが、その後、アップル側の強い意向で、制作中のサウンドトラック・アルバムの完成を待つことになった。
イギリスの大衆紙『デイリー・ミラー』の報道によりマッカートニーのグループ脱退が騒がれていた最中の1970年5月20日、リバプール・ゴーモント・シネマとロンドン・パビリオンで英国プレミアが開催された。混乱を避けるためビートルズのメンバーは誰一人も出席しなかった。アメリカでは5月28日にニューヨークのいくつかの映画館で同時公開された。

## 映画の中で演奏された楽曲
特記されている以外のすべての曲のクレジットはレノン＝マッカートニーである。

### トゥイッケナム映画撮影所でのリハーサル・セッション
Paul's Piano Intro
マッカートニーのアドリブで演奏されたピアノソロ。サミュエル・バーバーの「弦楽のためのアダージョ」が元になっている。1月3日収録。
2003年に発売された『レット・イット・ビー...ネイキッド』のボーナスCD『フライ・オン・ザ・ウォール』では、「Paul's Piano Piece」と題されている。
ドント・レット・ミー・ダウン
サビのみ。1月6日収録。
マックスウェルズ・シルヴァー・ハンマー
マッカートニーがコードをメンバーに教えながら演奏する（1月3日収録）。ロード・マネージャーのマル・エヴァンズが金属の塊をハンマーで叩いて演奏に参加する（1月7日収録）。この後のシーンでハリスンがマイクで感電しマッカートニーが「ジョージが死んだら君ら（スタッフ）はオシマイだぞ」とジョークを言う（1月3日収録）。
トゥ・オブ・アス
通常編成での演奏で、マッカートニーがベース、レノンとハリスンがエレクトリック・ギターを弾く。リリース版ではフォーク調だが、このテイクではロックンロール調のパフォーマンスである。1月8日収録。
アイヴ・ガッタ・フィーリング
曲の終盤のみのパフォーマンス後、マッカートニーがレノンに対してチョーキングのニュアンスを指示するが（1月8日収録）、1月31日の最後のライブではそのパートをハリスンが弾いている。その後中間部からパフォーマンス再開（1月9日収録）。終演後に「フォー・ユー・ブルー」（アルバム『レット・イット・ビー』収録テイク）の冒頭に収録されることになるレノンの"Queen says 'No' to pot-smoking FBI members."という語りが入る（1月8日収録）。
オー!ダーリン
マッカートニーのピアノ弾き語りによるワンフレーズのみ。その後マッカートニーの語りが続く。1月6日収録。
ワン・アフター・909
直前に、監督のマイケル・リンゼイ=ホッグに「この前演ってたのは何て曲？」と訊かれ、マッカートニーが「『ワン・アフター・909』だよ」と答える。スタッフから「いい曲だ」と言われたが、マッカートニーは「よくないよ。初期の曲だしね」と言って口ずさみ、歌詞を笑う。その後、バンド演奏で始まる。アルバム収録版に近い仕上がりだが、レノンが前半部を声色を変えて歌っている。またコーラス部分でレノンがフェイクを入れているほか、マッカートニーも間奏前のコーラスの最後でハイノートを出している。1月9日収録。
I Bought a Piano the Other Day
マッカートニーとスターがピアノ連弾しながらアドリブで歌うブギー調の曲。既存の楽曲、ホール・ロッタ・シェイキン・ゴーイン・オン に酷似している。1月14日収録。
トゥ・オブ・アス
ロックンロール調のパフォーマンスであるが、イントロのあと冒頭部分を歌ってすぐにマッカートニーがレノンに「マイクに向かって歌え。聴こえないよ」と言って中断。その後、マッカートニーの語りとなるが、マッカートニーの指示に対しハリスンと口論になる。ハリスンが「テープに録って、演奏を確認しよう」と言うが、マッカートニーが「サウンドが合わない。君と僕との… (You and I are uh...)」といった際にハリスンは"You and I have...”と『トゥ・オブ・アス』を口ずさみ、マッカートニーも"...memories"と乗る。ハリスンが「じゃあ全部自分で演れよ。僕はコードだけ弾くから」と言って、マッカートニーは「君はいつでも悪いように取る。だけど傷つけるつもりはないんだ。ただ、もっとよくなるように言ってるだけなんだ」と諭すが、ハリスンは聞こうとしなかった。その後、マッカートニーは「ヘイ・ジュード」のギター・プレイ（完成版で消されたフレーズ）で口論があったことと同じだと言うと、ハリスンは「もうそんなことはどうでもいい。君の言う通りにするさ。弾けと言うなら弾くし、弾くなと言うなら弾かない。好きなようにしてやる」と言い、場が険悪になる。1月6日収録。
アクロス・ザ・ユニヴァース
上記の口論にレノンが「テープに録れば客観的に見れるな」と言って仲裁したような編集が意図的にされているが、実際には翌1月7日の収録。「"Nothing is gonna change my world"の回数を変えよう」と言ってこの曲が始まる。マッカートニーはレノンの前奏にハミングを入れており、コーラス部分で3度上のハモリを入れている。
ディグ・ア・ポニー
まだ仕上がっておらず、メロディを口ずさむ。1月7日収録。
Suzy Parker (Lennon-McCartney-Harrison-Starkey)
映画内で実際には"Suzy's Parlour"と歌われていたブルース進行のアド・リブ演奏で、レノンがヴォーカル、マッカートニーが合いの手で「Suzy Parker」を入れ、ハリスンとマッカートニーが間奏部で「Da da da da da...」とスキャット。1月9日収録。
アイ・ミー・マイン (Harrison)
ハリスンがスターに「ヘビー・ワルツだよ」と言って、1人でギター弾き語しながらこの曲を聴かせている場面から、途中で場面が切り替わりマッカートニーも交えてバンド形式に移る。レノンは演奏に参加せず、ヨーコと共に座って聴いている。ハリスンのギターはレコーディングされたテイクとは趣を異にしてフラメンコ調である。映画では、この曲に合わせてヨーコとワルツを踊る映像がかぶせられている。1月8日収録。

### アップル・スタジオでのレコーディング・セッション
フォー・ユー・ブルー (Harrison)
間奏部分からの収録で、演奏をバックにメンバーがアップル・スタジオに入っていくシーンが重ねられ、曲の後半からビートルズの演奏風景に変わる。マッカートニーはミュートしたピアノ、レノンはラップ・スティール・ギターを演奏している。1969年1月25日の収録。
演奏終了後、のちにアルバム『レット・イット・ビー』に収録される"'I Dig a Pygmy' by Charles Hawtrey and the Deaf Aids. Phase One, in which Doris gets her oats."というレノンの語りが入る（1月24日録音）。その後、マッカートニーとレノンの談笑。
ベサメ・ムーチョ(Consuelo Velázquez-Sunny Skylar)
マッカートニーがヴォーカル。『ザ・ビートルズ・アンソロジー1』等に収録されている初期ヴァージョンとは異なり、ゆったりとしたテンポでオリジナルに近い。マッカートニーは声色を変えて、なんちゃってスペイン語とスペイン訛りの英語で歌っている。1月29日収録。
オクトパス・ガーデン (Starkey)
マッカートニー不在のスタジオで、スターが作曲途中のこの曲をピアノで弾き語りでハリスンに聴かせている。ハリスンにコード進行のアドヴァイスを受けている様子が分かる。レコードとは異なり、C調で演奏している。ジョージ・マーティンがハミングを入れ、レノンもタバコを吸いながら、ドラムを演奏する。その後マッカートニーが恋人リンダとリンダの娘ヘザーを連れて入ってきて「例のデモ音源はひどい曲だな」とけなし、ジョージ・マーティンが「まだ完成してないから」と言う。その後、セッションの準備をし始める。その途中、カメラはヘザーを追い、スターのドラムを叩き、スターがおどけてキョロキョロする様子が撮影されている。ヘザーがスタジオ入りしていることから1月26日の収録と察せられる。
ユー・リアリー・ゴット・ア・ホールド・オン・ミー(Smokey Robinson)
ビリー・プレストン（電気ピアノ）も加わり、オールディーズ・ナンバーを歌う。『ウィズ・ザ・ビートルズ』収録テイクと異なり、マッカートニーがピアノ、レノンが6弦ベース。1月26日収録。
ザ・ロング・アンド・ワインディング・ロード
マッカートニーがボサノヴァ風にアップ・テンポで口ずさむ。その後、スロー・バラードで歌い始めるも突然声色を変え大声を出し中断となる。1月26日収録。
シェイク・ラトル・アンド・ロール (Jesse Stone (変名のCharles E. Calhounを使った))
再びオールディーズ・ナンバー。『ザ・ビートルズ・アンソロジー3』にも収録。
カンサス・シティ (Jerry Leiber-Mike Stoller)
ミス・アン (Johnson-Penniman)
ローディ・ミス・クローディ (Lloyd Price)
オールディーズ・ナンバーのメドレー。「カンサス・シティ」は、ビートルズ・フォー・セールヴァージョンとは異なり、「ヘイ・ヘイ・ヘイ・ヘイ」とのメドレーになっておらず、オリジナルのものに近い。ハリスンのイントロでマッカートニーが「ミス・アン」だと勘違いし、歌いだしが「カンザス・シティ」と被ってしまう。その後、「ミス・アン」に移る。ヘザーがクルクル回って踊っている様子が挿入されている。1月26日収録。
ディグ・イット (Lennon-McCartney-Harrison-Starkey)
アルバムには数十秒にカットされているが、もともとは十数分もの長い曲であった。映画では4分程度に編集。レノンが6弦ベースをコード弾きしながらアド・リブで歌う。ジョージ・マーティンがショーカリョを振って演奏に参加している。1月26日収録。
終演後、マッカートニーがレノンに今後のライブ活動について話しかける。
以下の3曲は、セッション最終日（1月31日）のスタジオ・ライブより。
トゥ・オブ・アス
アルバム収録版とほぼ同じだが、エンディングのレノンの口笛はアルバムとは異なる。ハリスンはオール・ローズ・テレキャスターの低音弦でベース・ラインを弾いている。
レット・イット・ビー
『レット・イット・ビー...ネイキッド』収録版とほぼ同じだが、3ヴァース目にオリジナル版やネイキッド版にはない"There will be no sorrow"という歌詞を含んでいる。
ザ・ロング・アンド・ワインディング・ロード
『レット・イット・ビー...ネイキッド』収録版とほぼ同じ。ただし、プレストンの演奏が映像と一致しないため、演奏と音声はそれぞれ別テイクが使われた可能性が高い。

### ルーフトップ・コンサート
ゲット・バック
シングル・ヴァージョンとほぼ同じだが、レノンのソロやオブリガートが若干違うほか、マッカートニーのセリフも若干違う。シングル・バージョンと似たセリフ、「Mommy is wating. And high heel shoes and a low-neck sweater. Get back, Loretta. Get back!（母ちゃんも待ってるぜ。ハイヒールとローネックのセーターもな。帰れロレッタ！）」と2ヴァース後の間奏で入れる。また、街行く人々が演奏に気付き、近くのビルの屋上に登って、またはアップルの屋上に侵入して見学に来る様子が写っている。演奏後、レノンが「デイジー・モリスとトミーのリクエストでした」とMCする。
ドント・レット・ミー・ダウン
歌いだしがシングルと違い、マッカートニーとハリスンのハモリが入っている。レノンが歌詞を忘れて適当にフレーズを口ずさんでいる箇所があり、うしろでスターが笑う。
アイヴ・ガッタ・フィーリング
『レット・イット・ビー』収録版とほぼ同じだが、道行く人々がインタヴューに答えている映像が挿入されている。「素晴らしいグループです」と答える老人や、「タダで聴けてラッキー」と答える若者、「何のつもりなの？」と怒る婦人、「新曲かい？いいね」と答えるタクシー運転手、「音楽はいいが、然るべき場所でやってもらいたい。ビジネスエリアを混乱させないでほしい」と答える紳士などのインタビューが挿入された。
ワン・アフター・909
『レット・イット・ビー』収録版とほぼ同じ。終了後にレノンが「ダニー・ボーイ」を歌う。　
ディグ・ア・ポニー
レノンが「カンペを持っててくれ」と言い、演奏が始まる。スターがタバコ休憩に入っていたところでカウントが始まったため、1度スターが制止する。冒頭とラストの"All I want is..."というユニゾンが入る。このユニゾンの削除は理由は不明であるがアルバム『レット・イット・ビー』で施され、アルバム『レット・イット・ビー...ネイキッド』においても準じて削除されている。マル・エヴァンスの助手のケヴィン・ハリントンが歌詞が書かれた画用紙を持って、レノンの前にかがんでいる。警察がアップル本社に訪れ、マルが中へ入れる様子が挿入されている。
ゲット・バック
『ザ・ビートルズ・アンソロジー3』にも収録。レノンがオブリガートのフレーズをミスしている。警察が「音を下げろ」と警告したため、マル・エヴァンスがハリスンとレノンのアンプを切るが、接続を確認してアンプが切られたことに気付いたハリスンが電源を入れ直し、それを見たマルはレノンの電源を入れ直す。その後、マッカートニーがアドリブで「また屋上で演奏してるのか！・・・君のママがいつも嫌がってるだろ・・・そのうち逮捕されちゃうぞっ！」と歌う。
エンディング
撤収するメンバーがストップ・モーションし、「The End」とコピーライト表記、MPAA審査の表記が出ると同時に『ゲット・バック』が流れる。1月28日収録テイク19でのアドリブのセリフが流れて、「MADE ON LOCATION AT APPLE, AND AT TWICKENHAM FILM STUDIO LONDON, ENGLAND」のクレジットが表示され、マッカートニーの笑い声がフェードアウトして映画は終わる。
ゲット・バック・セッション中に演奏したものの、映画『レット・イット・ビー』では採り上げられなかった曲は主に次のものが挙げられる。「ラヴ・ミー・ドゥ」「アイ・ウォント・ユー」「ストロベリー・フィールズ・フォーエヴァー」「レディ・マドンナ」「オブ・ラ・ディ、オブ・ラ・ダ」「浮気娘」「オール・シングス・マスト・パス」(Harrison)、「バック・シート」(McCartney)、「チャイルド・オブ・ネイチャー」(Lennon) 、「ウォッチング・レインボーズ」「エヴリ・ナイト」(McCartney)、「テディ・ボーイ」(McCartney)、「真実が欲しい」(Lennon)、そして「アイ・ロスト・マイ・リトル・ガール」(McCartney)。
その他にも、膨大なオールディーズ・ナンバーやデビュー前の自作曲が演奏されているが、それらの多くは断片的なものに留まる。

## 日本での公開
日本では、1970年8月25日に初公開された。
1977年3月21日、TBSテレビにてテレビ初放映された（14:00～15:30まで）。かまやつひろしによるナレーションが追加されたカット版で、このバージョンが幾度か再放送された。
1984年4月14日には、TBSテレビの『名作洋画ノーカット10週』枠で初のノーカット放映が行われた。字幕放送であり、翻訳は井場洋子、字幕演出は小山悟、制作は東北新社が担当した。

## 受賞
ビートルズはこの映画でアカデミー作曲賞部門で受賞した。また、このサウンドトラック・アルバムは第13回グラミー賞で 最優秀サウンドトラック賞を受賞した。

## 映画のソフト化
映画は1980年代の初め、アブコ・レコードが主導してソフト化された。VHS、ベータマックスビデオ、RCA SelectaVision videodisc、レーザーディスクなどでのリリースが確認されているが、アップル・コアの許諾を得ていなかったため、程なく販売中止となった。以降はテレビやファンクラブの上映会などで公開されることはあっても、正式にソフト化されることはなかった。
2004年以降、ポール・マッカートニーを含め、複数の関係者の口からDVD・ブルーレイ化に向けての作業が進められていることが語られているが、2024年4月時点で正式に入手できるのは、抜粋が収録された映像版『ザ・ビートルズ・アンソロジーVo.8』のみであった。

## 『ザ・ビートルズ: Get Back』
2019年1月31日、ピーター・ジャクソンの手により、ルーフトップ・コンサートを含む60時間の未公開フィルムと140時間の未公開音源を元にした新編集版『ザ・ビートルズ: Get Back』が現在制作中であることが発表された。新編集版は当初2020年9月劇場公開を予定していたが、新型コロナウイルス感染症（COVID-19）の世界的流行などの影響で、2021年8月27日公開予定に延期された。さらに2021年6月23日になって、配給元であるディズニーは劇場での公開を取りやめ、ディズニーの動画配信サービスであるDisney+（ディズニープラス）にて、2021年11月25日、26日、27日の三日間にわたり3部に分けて動画配信の形で公開することを発表した。2022年より順次セル版がリリースされた。

## レストア版
2019年、『ザ・ビートルズ: Get Back』の制作が発表された際、同時にオリジナルのレストア版も発売される予定であることが公表された。
2024年5月8日、レストア版が『ザ・ビートルズ：Get Back』と同じ技術でリマスターされたオーディオを採用して、Disney+で配信されることが正式に発表された。
冒頭の5分間には本作について、ピーター・ジャクソンとマイケル・リンゼイ=ホッグによる対談映像「Get back to LET IT BE」が追加された。またエンドロールでは、前半にオー！ダーリング、後半にアイ・ロスト・マイ・リトル・ガールのリハーサル音源が流れ、1970年の映画製作スタッフと2024年スタッフ、映画内の楽曲のクレジット等が表示されるように変更されている。